# Crataegus persimilis
Crataegus persimilis — вид квіткових рослин із родини трояндових (Rosaceae).

## Біоморфологічна характеристика

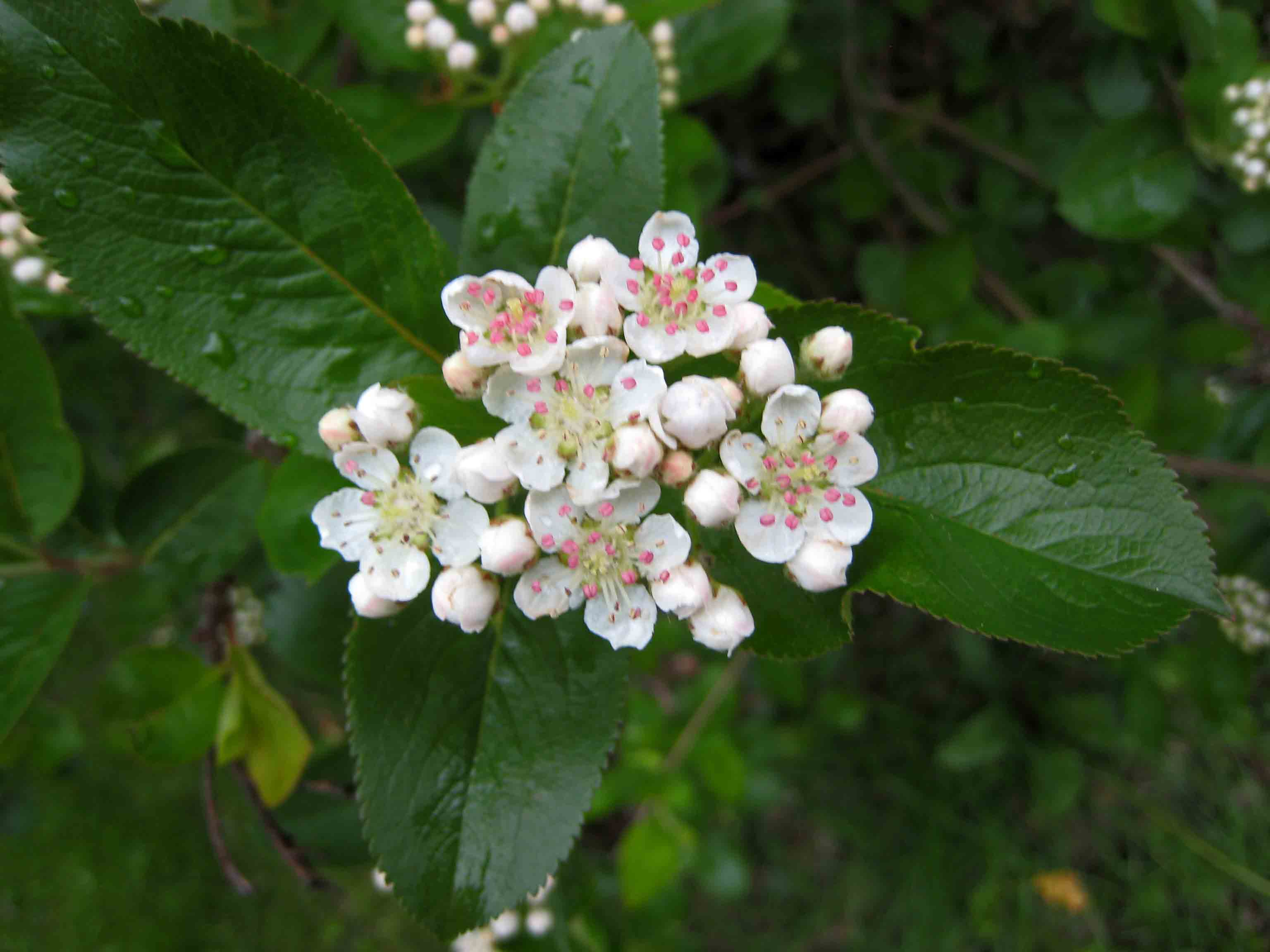

Це дерево чи кущ 50–60 дм заввишки. Нові гілочки голі, 1-річні пурпурно-коричневі, старші матово-сірі; колючки на гілочках від прямих до ± вигнутих, 2-річні блискучі чорно-пурпуруваті, тонкі або помірно міцні, 4–7 см. Листки: ніжки листків 20–30% від довжини пластини, голі; пластини від ± вузько-зворотно-яйцеподібних до широко-еліптичних або ромбо-еліптичних, 4–5 см, основа клиноподібна, часток 0, або 3 або 4 на кожному боці, верхівки часток гострі, краї гостро-пилчасті, верхівка широко гостра, блискуча, поверхні голі, зверху середня жилка волосиста молодою. Суцвіття 8–18-квіткові. Квітки 12–17 мм у діаметрі; гіпантій голий або ворсинчастий біля основи; чашолистки вузько-трикутні, 4–5 мм; тичинок 10–15(20); пиляки кремові або рожеві. Яблука яскраво-червоні, блискучі, від майже кулястих до ± еліпсоїдних, 10 мм у діаметрі, голі. Період цвітіння: травень; період плодоношення: вересень і жовтень.

## Ареал
Зростає на північному сході США (Вірджинія, Кентуккі, Нью-Йорк, Огайо, Пенсильванія) і в Онтаріо, Канада.
Населяє чагарники, відкриті ліси, кам'янисті пасовища; висота зростання: 20–100 метрів.